# Калинников, Трофим Георгиевич
Трофим Георгиевич Калинников — советский государственный и политический деятель, 1-й секретарь Камчатского областного комитета ВКП(б).

## Биография
Родился в 1907 году. Член ВКП(б) с 1928 года.
С 1938 года — на общественной и политической работе. В 1938—1977 гг. — ответственный редактор газеты «Тихоокеанская звезда», секретарь Хабаровского краевого комитета ВКП(б) по пропаганде и агитации, 2-й секретарь Хабаровского краевого комитета ВКП(б), 1-й секретарь Камчатского областного комитета ВКП(б), член Военного Совета Камчатской военной флотилии, инспектор Отдела партийных органов ЦК КПСС по союзным республикам, инспектор ЦК КПСС, председатель ЦК профсоюза работников культуры, заместитель заведующего Подотделом писем Общего отдела ЦК КПСС, консультант Общего отдела ЦК КПСС
Избирался депутатом Верховного Совета РСФСР 2-го и 3-го созывов.